# Alan Webb (Leichtathlet)
Alan Webb (* 13. Januar 1983 in Ann Arbor) ist ein US-amerikanischer Triathlet und Mittelstreckenläufer.

## Werdegang
Alan Webb begann seine sportliche Karriere zunächst in der Leichtathletik, er blieb bereits 2001 im Meilenlauf unter 4 Minuten. Er begann 2001 ein Studium an der University of Michigan, das er im Jahr darauf abbrach, um professioneller Sportler zu werden.
2004 gewann er den US-Ausscheidungskampf über 1500 Meter für die Olympischen Spiele in Athen, wo er aber wegen taktischer Fehler im Vorlauf scheiterte.
2005 wurde er über 1500 Meter US-Meister und belegte bei den Weltmeisterschaften in Helsinki den neunten Platz. Nachdem er die Saison 2006 wegen Eisenmangelanämie abbrechen musste, zeigte er sich 2007 in Bestform. Er gewann die nationalen Titel über eine Meile in der Halle und 1500 Meter im Freien, brach den 25 Jahre alten Nordamerika-Rekord von Steve Scott im Meilenlauf und wurde über 1500 Meter Achter bei den Weltmeisterschaften in Ōsaka.
Nachdem es 2008 weniger gut für ihn lief und er sich nicht für die Olympischen Spiele in Peking qualifizieren konnte, entschied er sich 2009, mit Alberto Salazar als Trainer zusammenzuarbeiten.
2014 entschied er sich, zum Triathlon zu wechseln. Um mit dem Kader des amerikanischen Verbandes USA Triathlon besser zusammen trainieren zu können, zog er mit seiner Frau Julia und seiner Tochter nach Scottsdale in Arizona.

## Sportliche Erfolge

### Triathlon

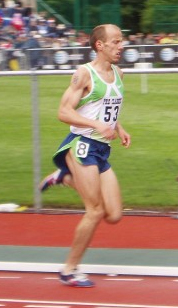
Alan Webb 2006

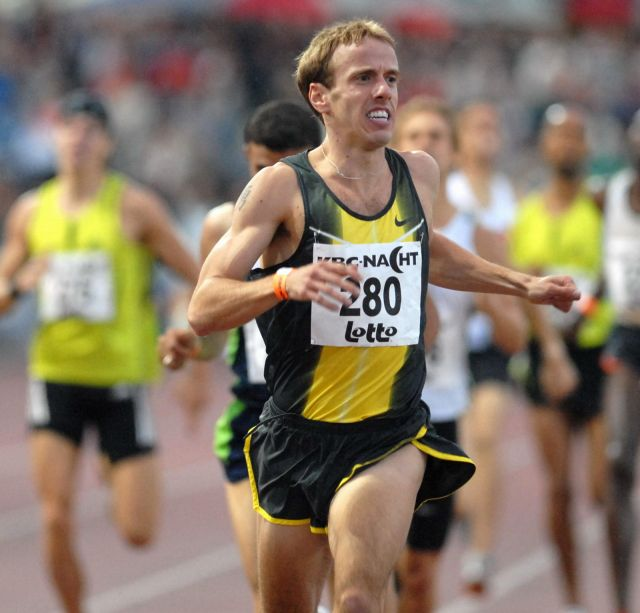
Alan Webb 2007

| Datum/Jahr    | Platz | Wettbewerb                                      | Austragungsort | Zeit     | Bemerkung |
| ------------- | ----- | ----------------------------------------------- | -------------- | -------- | --------- |
| 9. Mai 2015   | 50    | ITU Triathlon World Cup                         | Chengdu        | 01:49:34 |           |
| 22. März 2015 | 42    | ITU Triathlon World Cup                         | New Plymouth   | 00:55:11 |           |
| 14. März 2015 | 7     | ITU Triathlon World Cup                         | Mooloolaba     | 00:55:39 |           |
| 6. März 2015  | 56    | ITU World Championship Series 2015              | Abu Dhabi      | 00:57:20 |           |
| 27. Sep. 2014 | 10    | ITU Triathlon World Cup                         | Tongyeong      | 01:49:45 |           |
| 27. Sep. 2014 | 26    | ITU Triathlon World Cup                         | Alanya         | 01:47:47 |           |
| 13. Juli 2014 | 7     | PATCO Sprint Triathlon Premium Pan American Cup | Kelowna        | 00:55:51 |           |
| 13. Juli 2014 | 2     | PATCO Sprint Triathlon Premium Pan American Cup | Magog          | 00:53:51 |           |
| 13. Juli 2014 | 5     | ITU Triathlon Mixed Relay World Championships   | Hamburg        | 03:51:19 |           |

### Persönliche Bestzeiten in der Leichtathletik
- 800 m: 1:43,84 min, 28. Juli 2007, Heusden-Zolder
- 1000 m: 2:20,32 min, 11. Juni 2005, New York City
- 1500 m: 3:30,54 min, 6. Juli 2007, Saint-Denis
  - Halle: 3:41,62 min, 7. Februar 2009, Boston
- 1 Meile: 3:46,91 min, 21. Juli 2007, Brasschaat
  - Halle: 3:55,18 min, 27. Januar 2007, Boston
- 3000 m: 7:39,28 min, 4. Juni 2005, Eugene
  - Halle: 7:47,19 min, 28. Januar 2005, Boston
- 5000 m: 13:10,86 min, 4. September 2005, Berlin
- 10.000 m: 27:34,72 min, 30. April 2006,	Palo Alto